# Squash ai Giochi mondiali 2022
Le competizioni di Squash ai Giochi mondiali 2022 si sono svolte dal 13 al 17 luglio 2022 al University of Alabama Birmingham di Birmingham in Alabama, negli Stati Uniti d'America. L'evento era originariamente stato calendarizzato nel luglio 2021, ma i Giochi mondiali sono stati riprogrammati per l'anno successivo a seguito del rinvio dei Giochi olimpici estivi di Tokyo 2020, dovuto all'insorgere dell'emergenza sanitaria causata dalla pandemia di COVID-19.

## Podi
| Specialità                  | Oro           | Argento         | Bronzo                 |
| Torneo maschile (dettagli)  | Victor Crouin | Grégoire Marche | Miguel Ángel Rodríguez |
| Torneo femminile (dettagli) | Tinne Gilis   | Lucy Beecroft   | Coline Aumard          |

## Medagliere
| Posiz. | Nazione     | Oro | Argento | Bronzo | Totale |
| ------ | ----------- | --- | ------- | ------ | ------ |
| 1      | Francia     | 1   | 1       | 1      | 3      |
| 2      | Belgio      | 1   | 0       | 0      | 1      |
| 3      | Regno Unito | 0   | 1       | 0      | 1      |
| 4      | Colombia    | 0   | 0       | 1      | 1      |
| Totale | Totale      | 2   | 2       | 2      | 6      |